# Télérelevé des compteurs d'eau
 (avril 2016).
Si vous disposez d'ouvrages ou d'articles de référence ou si vous connaissez des sites web de qualité traitant du thème abordé ici, merci de compléter l'article en donnant les références utiles à sa vérifiabilité et en les liant à la section « Notes et références ».
La télérelève d’un compteur d’eau permet d’obtenir le relevé d'un compteur dit connecté et différentes informations sans avoir besoin d’accéder directement au compteur, lequel est alors de la classe des compteurs communicants
Différentes technologies sont employées dans ce cadre, dont les principales sont : walk by/drive by, installation fixe AMI (unidirectionnelle) et installation fixe AMR (bidirectionnelle).

## Les technologies de télérelevé des compteurs d’eau

### Emetteurs radio et d’impulsions dans les compteurs
Afin de procéder à l’installation d’un réseau de télérelevé de compteurs d’eau, il convient d’associer un module de communication à chaque compteur.
Cette communication peut se faire à l'aide d'émission d'un signal radio, auquel cas la relève se fait par des agents circulants à pied (« walk by ») ou en voiture (« drive by ») sur le secteur de relève (réseau AMR), soit via un réseau fixe, de type téléphonique ou 3G (réseau AMI).
Ces modules peuvent être clipsés sur les compteurs, intégrés dans le corps du compteur d’eau ou déportés via une liaison filaire (intérêt pour déporter le module de communication dans des environnements difficiles, cas des sous-sols par exemple).
|  |  |

### Walk by / Drive by
La première technologie de relevé par voie radio consiste à utiliser un terminal de réception portatif.
Le releveur des données des compteurs circule dans la zone où il doit effectuer un relevé avec ce terminal. Il n’a pas besoin de se rapprocher de chaque compteur du fait de la portée radio des émetteurs (d'une dizaine à plus de cent mètres).
La différence entre le « Walk by » et le « Drive by » est que, dans le premier cas, le relevé s’effectue à pied. Dans le second, le relevé s’effectue à vélo, à moto, en voiture ou en camion.

### Réseau AMI
Le réseau AMI correspond aux petits réseaux de télérelevé.
On utilise des compteurs équipés d’émetteurs d’impulsions et une centrale de mesure (souvent avec le protocole M Bus) pour effectuer un simple relevé des compteurs.

### Réseau AMR
Un réseau AMR (ou w:Automatic meter reading en anglais) est bidirectionnel, c'est-à-dire que le compteur émet et reçoit des informations. On peut alors interroger un compteur en particulier à distance pour obtenir les informations souhaitées.
Ce type de réseau est constitué de compteurs équipés d’émetteurs radio dits alors « compteurs communicants » (parfois appelé « compteur intelligent », terme venant de l'anglais w:Smart meter) qui envoient des données à un ou plusieurs concentrateurs.
Des répéteurs sont utilisés pour reporter les émissions des compteurs jusqu’au concentrateur.
Le concentrateur envoie ensuite toutes les données récoltées de manière sécurisée à une plateforme de gestion logicielle via un réseau mobile GSM ou via Internet.

## Principes de mise en œuvre d'un réseau de télérelevé (AMR)
Considérons une ville où l’on dénombre plusieurs milliers de points de mesure.
L’objectif de la régie des eaux locale est de télérelever l’ensemble de son parc de compteurs à l’aide d’un réseau fixe.
D’un point de vue technique, on utilise des émetteurs radio branchés sur les compteurs.
On clipse sur chaque compteur d’eau déjà installé (s’il est pré-équipé pour le télérelevé) un module de télérelevé. On peut également décider de changer les compteurs au fur et à mesure et d’opter pour des émetteurs radio intégrés dans le corps des compteurs.
Afin de former un réseau de télécommunication jusqu’au logiciel ou la plateforme de gestion des compteurs, il est nécessaire d’installer un concentrateur (qui rassemble tous les signaux envoyés par chaque compteur avant d’envoyer toutes les données, par le réseau de téléphonie mobile ou par Internet).
Les fréquences radio utilisées pour transmettre les données peuvent être 169 MHz (VHF), 433 ou 868 MHz (UHF) .
Dans le cas de nombreux points de relève (comme dans notre exemple avec plusieurs milliers de compteurs installés), on utilise des répéteurs pour concentrer le signal d’une ou plusieurs centaines de compteurs. Ces données sont ensuite transmises au concentrateur.
On utilise en général un répéteur pour 3 kilomètres carrés.
Lorsque les compteurs d’eau sont situés dans des endroits très difficiles d’accès et dont les émetteurs radio ne parviennent pas à émettre jusqu’à un répéteur ou jusqu’au concentrateur, on rajoute un booster relié au compteur qui permet d’amplifier le signal radio de l’émetteur.
Si un compteur est hors de portée du réseau AMR et qu’il est nécessaire d’installer plusieurs répéteurs afin de le télérelever, on évite cette solution et on utilise alors plutôt un mini concentrateur pour ce compteur particulier.
Ce « mini concentrateur » est relié au réseau de téléphonie fixe et transmet les données du compteur directement au logiciel ou à la plateforme de gestion des compteurs.

## Intérêt du télérelevé des compteurs d’eau par réseau fixe
Différents arguments, avancés par les régies des eaux, les grandes entreprises de distribution et les fabricants de compteurs, sont en faveur de l’utilisation du télérelevé des compteurs. Parmi eux, on peut citer :
- L’augmentation de la fréquence des relevés qui permet une facturation sur index réel et non plus estimé.
- La gestion automatisée de la facturation.
- La détection des fuites, de blocage de compteur, de détérioration des clapets anti-retour.
- La détection des casses, vols ou tentatives de détérioration des compteurs.
- La diminution des effectifs et donc l'allègement des frais de personnel.
- La prévision de l'inoccupation d'un logement en déduction de la consommation d'eau

D’autres éléments légaux sont à prendre en compte. Une récente loi oblige les distributeurs à informer rapidement les consommateurs en cas de fuite. Cela n’est pas possible lorsque la relève des compteurs est faite une fois par an comme c’est habituellement le cas, ou lorsque la télérelève se fait intervalles longs, comme c'est le cas lorsque le compteur communique par signal radio.